# Michaël Logan
Pour le policier de fiction, voir New York, police judiciaire.
Michaël Logan est un aviateur commercial de fiction et une série de bande dessinée créée par André Beautemps en 1972 pour Le Journal de Tintin. Cette série est publiée dans Tintin jusqu'en 1978, avec Jean Van Hamme au scénario à partir du troisième épisode. La série paraît en albums à partir de 1975 au Lombard, puis successivement chez Thaulez, au Miroir, chez P & T Productions.

## Trame
Aviateur pour une compagnie australienne, Michaël Logan transporte alternativement des passagers et du fret au-dessus du Pacifique. Comme il est téméraire, il a souvent des accidents, malgré son coéquipier qui essaye de le calmer. Il lui arrive de nombreuses aventures, parfois d'ordre fantastique,.
L'épisode Le Pays sous l'horizon voit Michaël Logan découvrir un « monde perdu », science-fiction dans le genre de H. G. Wells.

## Les personnages
Michaël Logan est un jeune pilote, d'allure volontaire, casse-cou et aventurier, qui vole à travers le Pacifique et connaît de nombreuses aventures,.
Donald Ineway est le coéquipier de Logan et partage une partie de ses aventures, mais meurt tragiquement.

## Les auteurs
André Beautemps est un jeune dessinateur qui crée sa première série en 1972 avec Michaël Logan, personnage de son imagination, pour Le Journal de Tintin. Son style est jugé personnel par certains, inspiré par Hermann pour d'autres. Il réalise le dessin et les scénarios, jusqu'à ce qu'il manque d'imagination au cours de la troisième histoire (Le Pays sous l'horizon), il laisse alors les scénarios à Jean Van Hamme, et continue les dessins. Il meurt prématurément en 1978, ce qui met fin à la série dans Tintin, l'épisode Le Moineau déchainé restant inachevé.

## Jugements sur la série
Henri Filippini indique que cette série connaît rapidement le succès dans Tintin. André Beautemps dessine de façon réaliste ces histoires à l'intrigue policière mouvementée due à Van Hamme.

## Albums
1. La Fleur blanche, par André Beautemps, Le Lombard, 1975, 30 planches.
2. Le Pays sous l'horizon, par André Beautemps et Jean Van Hamme, Le Lombard, 1976, 30 planches (ISBN 2-205-01015-8).
3. Tengku tarawak, par André Beautemps et Jean Van Hamme, Thaulez, 1979, 30 planches.
4. Celui qui allait mourir, par André Beautemps et Jean Van Hamme, Thaulez, 1979, 30 planches.
5. Elfaniel, par André Beautemps et Jean Van Hamme, Thaulez, 1977, 42 planches – contient aussi L'Intrus[5].
6. Le Moineau déchainé (inachevé), par André Beautemps et Jean Van Hamme, Thaulez, 1981, 35 pages – contient aussi L'Intrus.